# Tetsu Sugiyama
Tetsu Sugiyama (japanisch 杉山 哲 Sugiyama Tetsu; * 26. Juni 1981 in der Präfektur Kumamoto) ist ein ehemaliger japanischer Fußballspieler.

## Karriere
Tetsu Sugiyama erlernte das Fußballspielen in der Universitätsmannschaft der Fukuoka-Universität. Seinen ersten Vertrag unterschrieb er 2004 bei den Kashima Antlers. Der Verein spielte in der höchsten Liga des Landes, der J1 League. 2007, 2008 und 2009 feierte er den Antlers die japanische Meisterschaft. 2011 gewann er mit dem Verein den J.League Cup. Das Finale gegen die Urawa Red Diamonds gewann man mit 1:0.2012 wechselte er zum Ligakonkurrenten Consadole Sapporo (heute: Hokkaido Consadole Sapporo). Am Ende der Saison 2012 stieg der Verein in die zweite Liga ab. 2016 wurde er mit dem Verein Meister der Liga und stieg wieder in die erste Liga auf. Für Consadole absolvierte er 49 Ligaspiele. Anfang 2018 wechselte er für drei Jahre zum Regionallisten Tokyo United FC. Tōkyō Musashino United FC, ein Viertligist aus Musashino, nahm ihn Anfang Februar 2021 unter Vertrag. Hier stand er bis Saisonende unter Vertrag.
Am 1. Februar 2022 beendete Tetsu Sugiyama seine Karriere als Fußballspieler.

## Erfolge
Kashima Antlers
- J1 League: 2007, 2008, 2009

- J.League Cup: 2011

- Kaiserpokal: 2007, 2010

- Japanischer Supercup: 2010

Consadole Sapporo
- J2 League: 2016  ▲